# Bematherium
Bematherium — вимерлий рід родини Diprotodontidae. Рід містить такі види: Bematherium angulum. Скам'янілості виявлено в Австралії (1 колекція).